# کریم بنزما
کریم مصطفی بنزما (به فرانسوی: Karim Mostafa Benzema‎؛ زادهٔ ۱۹ دسامبر ۱۹۸۷) بازیکن فوتبال اهل فرانسه است که برای باشگاه فوتبال الاتحاد در لیگ حرفه‌ای فوتبال عربستان بازی می‌کند.
بنزما توپ طلای ۲۰۲۲ را بالاتر از سادیو مانه و کوین دی بروینه و روبرت لواندوفسکی که دیگر نامزدهای این بخش بودند کسب کرد.
بنزما که در لیون و از پدر و مادری الجزایری به دنیا آمد، کار خود را در سال ۲۰۰۵ با باشگاه فوتبال المپیک لیون آغاز کرد و به‌طور پراکنده در سه قهرمانی لیگ ۱ سهیم شد. در سال ۲۰۰۸، او به عنوان بهترین بازیکن لیگ انتخاب شد و در تیم منتخب سال قرار گرفت و برترین گلزن لیگ شد. در سال ۲۰۰۹، بنزما سوژهٔ نقل‌وانتقالات فوتبال فرانسه در آن زمان بود و با قراردادی به ارزش ۳۵ میلیون یورو به رئال مادرید پیوست. او پس از تلاش برای تثبیت خود در اولین فصل خود، در نهایت به نرخ گلزنی ثابتی در باشگاه دست یافت. به ویژه اینکه در کنار کریستیانو رونالدو و گرت بیل - که بی‌بی‌سی نامیده می‌شوند - عضوی از مثلثی بود که چهار قهرمانی لیگ قهرمانان اروپا را از سال ۲۰۱۴ تا ۲۰۱۸ به‌دست‌آورد.
پس از جدایی رونالدو در سال ۲۰۱۸، بنزما از موقعیت ۹ کاذب به یک مهاجم منفرد تبدیل شد. او به مدت چهار سال متوالی از سال ۲۰۱۸ تا ۲۰۲۲ در تیم منتخب لا لیگا قرار گرفت، دو بار بهترین بازیکن لا لیگا و برای اولین‌بار در سال ۲۰۲۲ جایزهٔ پیچیچی را از آن خود کرد. بنزما سال ۲۰۲۲ را با کسب پنجمین عنوان خود به عنوان بهترین گلزن لیگ قهرمانان اروپا به پایان رساند.

## عملکرد باشگاهی

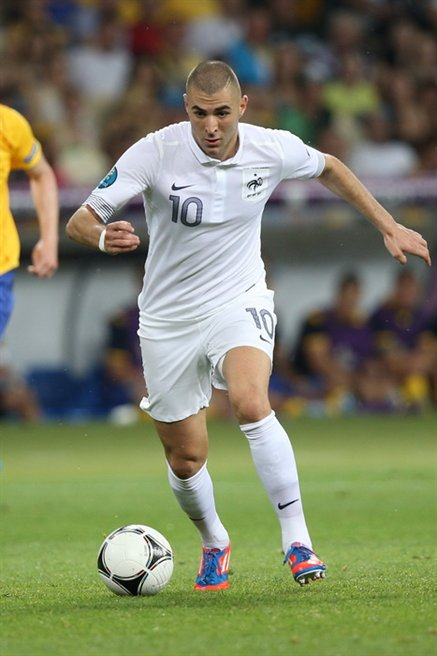
بنزما در حال بازی برای فرانسه در یورو ۲۰۱۲

بنزما فوتبال حرفه‌ای خود را از باشگاه فوتبال المپیک لیون آغاز کرد و در سال ۲۰۰۴ میلادی وارد ترکیب تیم بزرگسالان این باشگاه شد و پس از ۵ سال بازی برای این تیم، در فصل ۲۰۰۹–۱۰ به باشگاه رئال مادرید پیوست. مبلغ انتقال قرارداد او از لیون به رئال ۳۵ میلیون یورو اعلام شد که با توجه به نحوه بازی او و عملکرد مثبتش این قرارداد به تا سقف ۴۱ میلیون یورو نیز افزایش می‌یافت. قرارداد او در سالی وارد باشگاه رئال مادرید شد که ستارگانی همچون کریستیانو رونالدو و کاکا نیز در آن سال با این باشگاه مادریدی قرارداد بستند. او بهترین گلزن فرانسوی تاریخ لیگ قهرمانان اروپا با ۸۶ گل است و همچنین با ثبت پاس گل در بازی برابر اوساسونا با ۱۳۳ پاس گل و پشت سر گذاشتن کریستیانو رونالدو بهترین پاسور تاریخ رئال مادرید شد.

## رئال مادرید

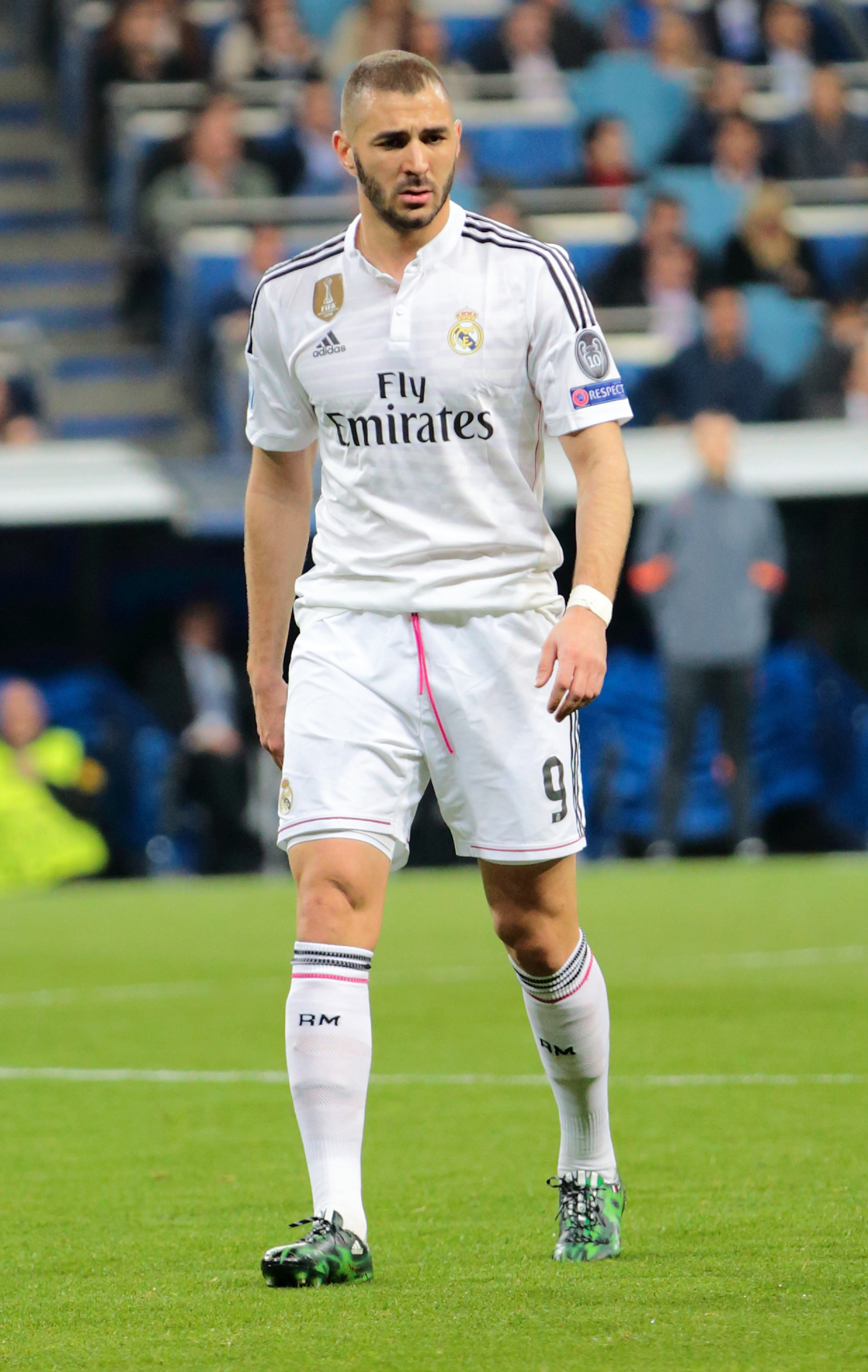
بنزما در بازی مقابل شالکه

نخستین بازی بنزما برای رئال مادرید یک بازی دوستانه در برابر تیم شامروک روورز جمهوری ایرلند در شهر دوبلین بود که در نیمهٔ دوم وارد بازی شد و تک گل این بازی را نیز در دقیقه ۸۷ به ثمر رساند.
کریم بنزما در ۱۰ دسامبر ۲۰۱۱ میلادی، سریع‌ترین گل تاریخ بازی ال‌کلاسیکو را در ثانیه ۲۱ به ثمر رساند.
بنزما با بیش از ۳۴۰ گل بعد از کریستیانو رونالدو برترین گلزن تاریخ باشگاه فوتبال رئال مادرید است.

کریم بنزما و جایزهٔ بهترین بازیکن فوتبال ۲۰۲۲

## آمار باشگاهی
تا تاریخ ۳۰ مه ۲۰۲۵
| عملکرد            | عملکرد            | عملکرد            | لیگ      | لیگ      | جام      | جام      | قاره‌ای | قاره‌ای | سایر | سایر | مجموع | مجموع |
| فصل               | باشگاه            | لیگ               | بازی     | گل       | بازی     | گل       | بازی   | گل     | بازی | گل   | بازی  | گل    |
|                   |                   |                   | لیگ کشور | لیگ کشور | جام حذفی | جام حذفی | اروپا  | اروپا  | دیگر | دیگر | مجموع | مجموع |
| ----------------- | ----------------- | ----------------- | -------- | -------- | -------- | -------- | ------ | ------ | ---- | ---- | ----- | ----- |
| ۲۰۰۴–۲۰۰۵         | لیون              | لیگ۱              | ۶        | ۰        | ۰        | ۰        | ۰      | ۰      | ۰    | ۰    | ۶     | ۰     |
| ۲۰۰۵–۲۰۰۶         | لیون              | لیگ۱              | ۱۳       | ۱        | ۲        | ۲        | ۱      | ۱      | ۰    | ۰    | ۱۶    | ۴     |
| ۲۰۰۶–۲۰۰۷         | لیون              | لیگ۱              | ۲۱       | ۵        | ۳        | ۱        | ۳      | ۲      | ۰    | ۰    | ۲۷    | ۸     |
| ۲۰۰۷–۲۰۰۸         | لیون              | لیگ۱              | ۳۶       | ۲۰       | ۹        | ۷        | ۷      | ۴      | ۰    | ۰    | ۵۲    | ۳۱    |
| ۲۰۰۸–۲۰۰۹         | لیون              | لیگ۱              | ۳۶       | ۱۷       | ۳        | ۱        | ۸      | ۵      | ۰    | ۰    | ۴۷    | ۲۳    |
| مجموع لیون        | مجموع لیون        | مجموع لیون        | ۱۱۲      | ۴۳       | ۱۷       | ۱۱       | ۱۹     | ۱۲     | ۰    | ۰    | ۱۴۸   | ۶۶    |
| ۲۰۰۹–۲۰۱۰         | رئال مادرید       | لالیگا            | ۲۷       | ۸        | ۱        | ۰        | ۵      | ۱      | ۰    | ۰    | ۴۰    | ۹     |
| ۲۰۱۰–۲۰۱۱         | رئال مادرید       | لالیگا            | ۳۳       | ۱۵       | ۷        | ۵        | ۸      | ۶      | ۰    | ۰    | ۴۸    | ۲۶    |
| ۲۰۱۱–۲۰۱۲         | رئال مادرید       | لالیگا            | ۳۴       | ۲۱       | ۵        | ۳        | ۱۱     | ۷      | ۲    | ۱    | ۵۲    | ۳۲    |
| ۲۰۱۲–۲۰۱۳         | رئال مادرید       | لالیگا            | ۳۰       | ۱۱       | ۸        | ۴        | ۱۰     | ۵      | ۲    | ۰    | ۵۰    | ۲۰    |
| ۲۰۱۳–۲۰۱۴         | رئال مادرید       | لالیگا            | ۳۵       | ۱۷       | ۶        | ۲        | ۱۱     | ۵      | ۰    | ۰    | ۵۲    | ۲۴    |
| ۲۰۱۴–۲۰۱۵         | رئال مادرید       | لالیگا            | ۲۹       | ۱۵       | ۳        | ۰        | ۹      | ۶      | ۵    | ۱    | ۴۶    | ۲۲    |
| ۲۰۱۵–۲۰۱۶         | رئال مادرید       | لالیگا            | ۲۷       | ۲۴       | ۰        | ۰        | ۹      | ۴      | ۰    | ۰    | ۳۶    | ۲۸    |
| ۲۰۱۶–۲۰۱۷         | رئال مادرید       | لالیگا            | ۲۹       | ۱۱       | ۳        | ۱        | ۱۳     | ۵      | ۳    | ۲    | ۴۸    | ۱۹    |
| ۲۰۱۷–۲۰۱۸         | رئال مادرید       | لالیگا            | ۳۲       | ۵        | ۱        | ۱        | ۹      | ۵      | ۵    | ۱    | ۴۷    | ۱۲    |
| ۲۰۱۸–۲۰۱۹         | رئال مادرید       | لالیگا            | ۳۶       | ۲۱       | ۶        | ۴        | ۸      | ۴      | ۳    | ۱    | ۵۳    | ۳۰    |
| ۲۰۱۹–۲۰۲۰         | رئال مادرید       | لالیگا            | ۳۷       | ۲۱       | ۳        | ۱        | ۸      | ۵      | ۰    | ۰    | ۴۸    | ۲۷    |
| ۲۰۲۰–۲۰۲۱         | رئال مادرید       | لالیگا            | ۳۴       | ۲۳       | ۱        | ۰        | ۱۰     | ۶      | ۱    | ۱    | ۴۶    | ۳۰    |
| ۲۰۲۱–۲۰۲۲         | رئال مادرید       | لالیگا            | ۳۲       | ۲۷       | ۰        | ۰        | ۱۲     | ۱۵     | ۲    | ۲    | ۴۶    | ۴۴    |
| ۲۰۲۲–۲۰۲۳         | رئال مادرید       | لالیگا            | ۲۴       | ۱۹       | ۵        | ۴        | ۱۰     | ۴      | ۴    | ۴    | ۴۳    | ۳۱    |
| مجموع رئال مادرید | مجموع رئال مادرید | مجموع رئال مادرید | ۴۳۹      | ۲۳۸      | ۴۹       | ۲۵       | ۱۳۳    | ۷۸     | ۲۷   | ۱۳   | ۶۴۸   | ۳۵۴   |
| ۲۰۲۳–۲۰۲۴         | الاتحاد           | لیگ عربستان       | ۲۱       | ۹        | ۱        | ۱        | ۳      | ۰      | ۸    | ۶    | ۳۳    | ۱۶    |
| ۲۰۲۴-۲۰۲۵         | الاتحاد           | لیگ عربستان       | ۲۹       | ۲۱       | ۳        | ۲        | -      | -      | -    | -    | ۳۲    | ۲۳    |
| مجموع الاتحاد     | مجموع الاتحاد     | مجموع الاتحاد     | ۵۰       | ۳۰       | ۴        | ۳        | ۳      | ۰      | ۸    | ۶    | ۶۵    | ۳۹    |
| مجموع آمار        | مجموع آمار        | مجموع آمار        | ۶۲۱      | ۳۲۶      | ۶۴       | ۳۷       | ۱۵۵    | ۹۰     | ۳۸   | ۲۰   | ۸۸۱   | ۴۷۴   |

## آمار ملی

### بازی‌های ملی
| فرانسه | فرانسه | فرانسه | فرانسه |
| سال    | بازی   | گل     | پاس گل |
| ------ | ------ | ------ | ------ |
| ۲۰۰۷   | ۸      | ۳      | ۲      |
| ۲۰۰۸   | ۱۱     | ۲      | ۰      |
| ۲۰۰۹   | ۸      | ۳      | ۰      |
| ۲۰۱۰   | ۵      | ۳      | ۰      |
| ۲۰۱۱   | ۱۰     | ۲      | ۴      |
| ۲۰۱۲   | ۱۲     | ۲      | ۶      |
| ۲۰۱۳   | ۱۰     | ۳      | ۰      |
| ۲۰۱۴   | ۱۳     | ۷      | ۵      |
| ۲۰۱۵   | ۴      | ۲      | ۱      |
| ۲۰۲۱   | ۱۳     | ۹      | ۲      |
| ۲۰۲۲   | ۳      | ۱      | ۰      |
| مجموع  | ۹۷     | ۳۷     | ۲۰     |

### گل‌های ملی
| شماره | تاریخ          | میزبان      | بازی ملی | حریف       | نتیجه | رقابت                             |
| ----- | -------------- | ----------- | -------- | ---------- | ----- | --------------------------------- |
| ۱     | ۲۸ مارس ۲۰۰۷   | سن-دنی      | ۱        | اتریش      | ۱–۰   | دوستانه                           |
| ۲     | ۱۳ اکتبر ۲۰۰۷  | توشهاون     | ۵        | جزایر فارو | ۶–۰   | مقدماتی جام ملت‌های اروپا ۲۰۰۸     |
| ۳     | ۱۳ اکتبر ۲۰۰۷  | توشهاون     | ۵        | جزایر فارو | ۶–۰   | مقدماتی جام ملت‌های اروپا ۲۰۰۸     |
| ۴     | ۲۰ اوت ۲۰۰۸    | یوتبری      | ۱۴       | سوئد       | ۳–۲   | دوستانه                           |
| ۵     | ۱۴ اکتبر ۲۰۰۸  | سن-دنی      | ۱۸       | تونس       | ۳–۱   | دوستانه                           |
| ۶     | ۵ ژوئن ۲۰۰۹    | لیون        | ۲۴       | ترکیه      | ۱–۰   | دوستانه                           |
| ۷     | ۱۰ اکتبر ۲۰۰۹  | گنگام       | ۲۶       | جزایر فارو | ۵–۰   | مقدماتی جام جهانی ۲۰۱۰            |
| ۸     | ۱۴ اکتبر ۲۰۰۹  | سن-دنی      | ۲۷       | اتریش      | ۳–۱   | مقدماتی جام جهانی ۲۰۱۰            |
| ۹     | ۷ سپتامبر ۲۰۱۰ | سارایوو     | ۲۹       | بوسنی      | ۲–۰   | مقدماتی جام ملت‌های اروپا ۲۰۱۲     |
| ۱۰    | ۱۲ اکتبر ۲۰۱۰  | متس         | ۳۱       | لوکزامبورگ | ۲–۰   | مقدماتی جام ملت‌های اروپا ۲۰۱۲     |
| ۱۱    | ۱۷ نوامبر ۲۰۱۰ | لندن        | ۳۲       | انگلستان   | ۲–۱   | دوستانه                           |
| ۱۲    | ۹ فوریه ۲۰۱۲   | سن-دنی      | ۳۳       | برزیل      | ۱–۰   | دوستانه                           |
| ۱۳    | ۲ سپتامبر ۲۰۱۱ | تیرانا      | ۳۹       | آلبانی     | ۲–۱   | مقدماتی جام ملت‌های اروپا ۲۰۱۲     |
| ۱۴    | ۵ ژوئن ۲۰۱۲    | لومان       | ۴۵       | استونی     | ۴–۰   | دوستانه                           |
| ۱۵    | ۵ ژوئن ۲۰۱۲    | لومان       | ۴۵       | استونی     | ۴–۰   | دوستانه                           |
| ۱۶    | ۱۱ اکتبر ۲۰۱۳  | پاریس       | ۶۱       | استرالیا   | ۶–۰   | دوستانه                           |
| ۱۷    | ۱۵ اکتبر ۲۰۱۳  | سن-دنی      | ۶۲       | فنلاند     | ۳–۰   | مقدماتی جام جهانی ۲۰۱۴            |
| ۱۸    | ۱۹ نوامبر ۲۰۱۳ | سن-دنی      | ۶۴       | اوکراین    | ۳–۰   | مقدماتی جام جهانی ۲۰۱۴            |
| ۱۹    | ۵ مارس ۲۰۱۴    | سن-دنی      | ۶۵       | هلند       | ۲–۰   | دوستانه                           |
| ۲۰    | ۸ ژوئن ۲۰۱۴    | وینو دسک    | ۶۶       | جامائیکا   | ۸–۰   | دوستانه                           |
| ۲۱    | ۸ ژوئن ۲۰۱۴    | وینو دسک    | ۶۶       | جامائیکا   | ۸–۰   | دوستانه                           |
| ۲۲    | ۱۵ ژوئن ۲۰۱۴   | پورتو آلگری | ۶۷       | هندوراس    | ۳–۰   | جام جهانی ۲۰۱۴ برزیل              |
| ۲۳    | ۱۵ ژوئن ۲۰۱۴   | پورتو آلگری | ۶۷       | هندوراس    | ۳–۰   | جام جهانی ۲۰۱۴ برزیل              |
| ۲۴    | ۲۰ ژوئن ۲۰۱۴   | سالوادور    | ۶۸       | سوئیس      | ۵–۲   | جام جهانی ۲۰۱۴ برزیل              |
| ۲۵    | ۱۱ اکتبر ۲۰۱۴  | سن-دنی      | ۷۴       | پرتغال     | ۲–۱   | دوستانه                           |
| ۲۶    | ۸ اکتبر ۲۰۱۵   | نیس         | ۸۱       | ارمنستان   | ۴–۰   | دوستانه                           |
| ۲۷    | ۸ اکتبر ۲۰۱۵   | نیس         | ۸۱       | ارمنستان   | ۴–۰   | دوستانه                           |
| ۲۸    | ۲۳ ژوئن ۲۰۲۱   | بوداپست     | ۸۶       | پرتغال     | ۲–۲   | جام ملت‌های اروپا ۲۰۲۰             |
| ۲۹    | ۲۳ ژوئن ۲۰۲۱   | بوداپست     | ۸۶       | پرتغال     | ۲–۲   | جام ملت‌های اروپا ۲۰۲۰             |
| ۳۰    | ۲۸ ژوئن ۲۰۲۱   | بخارست      | ۸۷       | سوئیس      | ۳–۳   | جام ملت‌های اروپا ۲۰۲۰             |
| ۳۱    | ۲۸ ژوئن ۲۰۲۱   | بخارست      | ۸۷       | سوئیس      | ۳–۳   | جام ملت‌های اروپا ۲۰۲۰             |
| ۳۲    | ۷ اکتبر ۲۰۲۱   | تورین       | ۹۱       | بلژیک      | ۳–۲   | مرحله نهایی لیگ ملت‌های اروپا ۲۰۲۱ |
| ۳۳    | ۱۰ اکتبر ۲۰۲۱  | میلان       | ۹۲       | اسپانیا    | ۲–۱   | فینال لیگ ملت‌های اروپا ۲۰۲۱       |
| ۳۴    | ۱۳ نوامبر ۲۰۲۱ | پاریس       | ۹۳       | قزاقستان   | ۸–۰   | مقدماتی جام جهانی ۲۰۲۲            |
| ۳۵    | ۱۳ نوامبر ۲۰۲۱ | پاریس       | ۹۳       | قزاقستان   | ۸–۰   | مقدماتی جام جهانی ۲۰۲۲            |
| ۳۶    | ۱۶ نوامبر ۲۰۲۱ | هلسینکی     | ۹۴       | فنلاند     | ۲–۰   | مقدماتی جام جهانی ۲۰۲۲            |
| ۳۷    | ۳ ژوئن ۲۰۲۲    | سن-دنی      | ۹۵       | دانمارک    | ۱–۲   | لیگ ملت‌های اروپا ۲۳–۲۰۲۲          |

## افتخارات

### لیون
- لیگ ۱ (۴): ۲۰۰۴–۲۰۰۵، ۲۰۰۵–۲۰۰۶، ۲۰۰۶–۲۰۰۷، ۲۰۰۷–۲۰۰۸
- جام حذفی فرانسه: ۲۰۰۷–۲۰۰۸
- سوپرجام فرانسه (۲): ۲۰۰۶، ۲۰۰۷

### رئال مادرید
- لا لیگا (۴): ۲۰۱۱–۲۰۱۲، ۲۰۱۶–۲۰۱۷، ۲۰۱۹–۲۰۲۰، ۲۰۲۲–۲۰۲۱
- کوپا دل ری (۲): ۲۰۱۰–۲۰۱۱، ۲۰۱۳–۲۰۱۴
- سوپرجام اسپانیا (۴): ۲۰۱۲، ۲۰۱۷، ۲۰۱۹، ۲۰۲۱
- لیگ قهرمانان اروپا (۵): ۱۴–۲۰۱۳، ۱۶–۲۰۱۵، ۱۷–۲۰۱۶، ۱۸–۲۰۱۷، ۲۲–۲۰۲۱
- سوپرجام اروپا (۴): ۲۰۱۴، ۲۰۱۶، ۲۰۱۷، ۲۰۲۲
- جام باشگاه‌های جهان (۵): ۲۰۱۴، ۲۰۱۶، ۲۰۱۷، ۲۰۱۸، ۲۰۲۲

### الاتحاد
- لیگ حرفه‌ای عربستان سعودی: ۲۰۲۴–۲۵
- جام پادشاهی عربستان سعودی: ۲۰۲۵

### بین‌المللی
- جام ملت‌های اروپا زیر ۱۷ سال: ۲۰۰۴
- لیگ ملت‌های اروپا ۲۰۲۱: ۲۰۲۱–۲۰۲۰

### شخصی
- بهترین گلزن فصل لیگ ۱ فرانسه: ۲۰۰۷–۲۰۰۸
- جایزه براوو: ۲۰۰۸
- تیم منتخب فصل لیگ ۱: ۲۰۰۸–۲۰۰۷
- بازیکن سال لیگ ۱ فرانسه: ۲۰۰۸
- بازیکن سال فوتبال فرانسه: ۲۰۱۱، ۲۰۱۲، ۲۰۱۴، ۲۰۲۲
- بهترین لژیونر فرانسوی: ۲۰۱۹، ۲۰۲۱، ۲۰۲۲، ۲۰۲۳
- بهترین بازیکن زمین فینال لیگ ملت‌های اروپا ۲۰۲۱
- کفش برنزی مرحله نهایی لیگ ملت‌های اروپا ۲۰۲۱
- بهترین گل مرحله نهایی لیگ ملت‌های اروپا ۲۰۲۱
- بهترین مهاجم نوک تاریخ لالیگا از نگاه مارکا
- بهترین مهاجم نوک تاریخ رئال مادرید از نگاه مارکا
- جایزه پیچیچی: ۲۰۲۲–۲۰۲۱
- بهترین بازیکن مرحله یک‌هشتم، یک چهارم، نیمه نهایی و فصل لیگ قهرمانان اروپا: ۲۰۲۲–۲۰۲۱
- جزو ترکیب منتخب فصل لیگ قهرمانان اروپا: ۲۱–۲۰۲۰، ۲۰۲۲–۲۰۲۱
- بهترین گل فصل لیگ قهرمانان اروپا: ۲۰۲۲–۲۰۲۱
- بهترین گلزن فصل لیگ قهرمانان اروپا: ۲۰۲۲–۲۰۲۱
- بهترین بازیکن سال رئال مادرید: ۲۰۲۰–۲۰۱۹، ۲۰۲۲–۲۰۲۱
- بهترین بازیکن فصل لا لیگا: ۲۰۲۰–۲۰۱۹، ۲۰۲۲–۲۰۲۱
- بهترین مهاجم سال از نگاه ای‌اس‌پی‌ان: ۲۰۲۲
- بهترین بازیکن اروپا از نگاه نشریه اروپا اسپورت مدیا: ۲۰۲۲
- بهترین بازیکن اروپا از نگاه مجله ال‌ پائیس: ۲۰۲۲
- جزو تیم منتخب فصل لا لیگا: ۲۰۲۲–۲۰۲۱، ۲۰۲۳–۲۰۲۲
- جایزه اونز طلایی:  ۲۰۲۱–۲۰۲۰، ۲۰۲۲–۲۰۲۱؛ اونز نقره‌ای: ۲۰۲۳–۲۰۲۲
- جایزه آلفردو دی استفانو: ۲۰۲۰–۲۰۱۹، ۲۰۲۲–۲۰۲۱
- جایزه بازیکن مرد طلایی توتو اسپورت: ۲۰۲۲
- جایزه بهترین بازیکن مرد سال یوفا: ۲۲–۲۰۲۱
- جزو تیم سال مردان جهان فدراسیون بین‌المللی تاریخ و آمار فوتبال: ۲۰۲۲
- توپ طلا: ۲۰۲۲
- بهترین بازیکن سال گلوب ساکر: ۲۰۲۲
- حضور در ترکیب منتخب فیف پرو ورلد ۱۱: ۲۰۲۲
- بهترین بازیکن فصل لیگ حرفه‌ای عربستان سعودی: ۲۰۲۵–۲۰۲۴